# SN 2000cq
SN 2000cq – supernowa typu II odkryta 23 czerwca 2000 roku w galaktyce UGC 10354. W momencie odkrycia miała maksymalną jasność 19,30m.